# Сквер Промышленников Прохоровых
Сквер Промышленников Прохоровых — сквер в Пресненском районе Центрального административного округа Москвы, расположенный между Большим Предтеченским переулком и Нововаганьковским переулком вблизи пересечения их с Малым Предтеченским переулком.
Название безымянному скверу присвоено постановлением Правительства Москвы от 4 сентября 2018 года.
Сквер посвящён промышленной династии Прохоровых, основателей Трёхгорной мануфактуры — текстильного предприятия, с которым тесно связана история Пресни и Пресненского района Москвы. На территории сквера установлены стенды с информацией о деятельности промышленников и работе мануфактуры. Основан по инициативе местных жителей . Представители районных жителей выступили с инициативой: Кодикова Елена Сергеевна, Королева Татьяна Константиновна, Пономарева Татьяна Иннокентьевна, Синицына Ирина Петровна. Торжественное открытие сквера произошло 07 июля2018 года. Памятник установлен при поддержке Трехгорной мануфактуры.